# الانحراف (مسلسل)
مسلسل الانحراف، مسلسل كويتي، من إخراج علي الحمادي. شارك فيه نخبة من الفنانين منهم غانم الصالح، وطارق العلي، وإبراهيم الحربي، وباسمة حمادة، وطيبة الفرج ونادين الخوري، ورفيق السبيعي.